# マーゴ (女優)

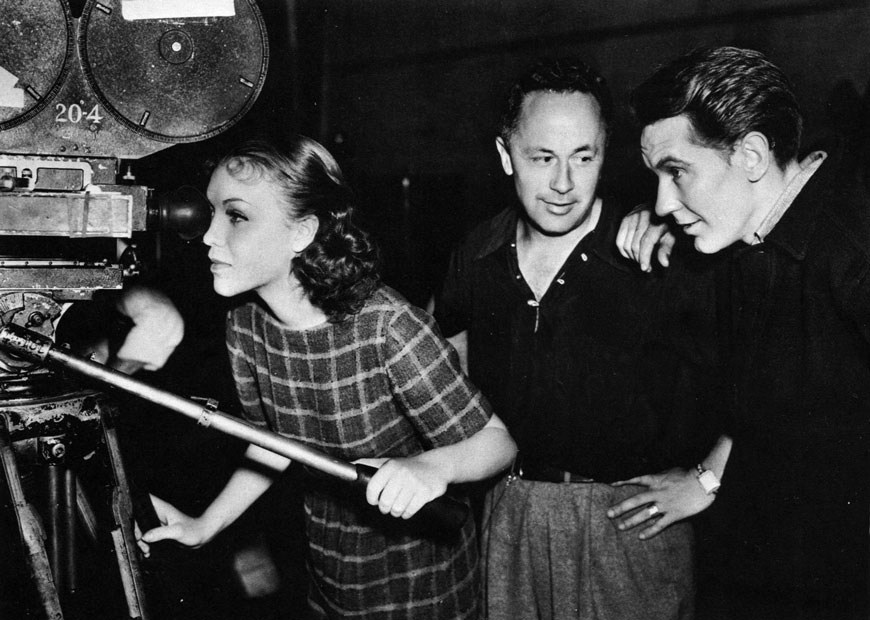
『目撃者』(1936)の宣材写真。左から、マーゴ、撮影監督のJ・ペヴァレル・マーレイ、共演者のバージェス・メレディス

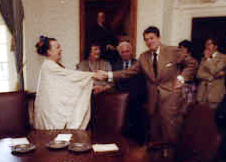
Presidential Task Force on the Artsでロナルド・レーガンと面会するマーゴ・アルバート(1981年)

マーゴ（Margo、1917年5月10日 - 1985年7月17日）とは、メキシコ出身のアメリカ合衆国の女優、ダンサー。代表作は、『失はれた地平線』（1937年）、『レオパルドマン 豹男』（1943年）、『革命児サパタ』（1952年）、『明日泣く』（1955年）。1945年に俳優のエディ・アルバートと結婚し、マーゴ・アルバート（Margo Albert）としても知られる。

## 生涯
1917年、メキシコシティの生まれ。出生名マリア・マルゲリタ・グアダルーペ・テレサ・エステラ・ブラド・カスティーリャ・オドネル（María Marguerita Guadalupe Teresa Estela Bolado Castilla y O'Donnell）。家は音楽的才能のある家庭だった。幼少の頃、リタ・ヘイワースの父エドゥアルド・カンシーノの下でダンスを学ぶ。9歳で、叔父のザビア・クガート楽団とともにメキシコのナイトクラブでプロとして踊りだす。アメリカに渡り、叔母で歌手のカルメン・カスティージョとニューヨークで暮らす。叔父のバンドと一緒にニューヨークのウォルドルフ＝アストリアで公演していたところ、『情熱なき犯罪』の15歳のヒロインを探していたベン・ヘクト、チャールズ・マッカーサーの目に留まり抜擢される。続けて、マクスウェル・アンダーソンの劇『Winterset』（1935年）とその映画化『目撃者』（1936年）でミリアムニ・エズラを演じ、ある評論家は「映画ファン必見」と称賛する。他にも『失はれた地平線』（1937年）、ブロードウェイ劇『Masque of Kings』（13937年、マクスウェル・アンダーソン作）と『The World We Make』（1939年、シドニー・キングスレー作）に出演。

### ブラックリスト
マーゴは1960年代まで映画に出演していたものの、1950年に始まったハリウッド・ブラックリストのせいで仕事が激減していた。同様に標的にされた人々の中には、ジプシー・ローズ・リー、ジーン・ミューア、ヘイゼル・スコット、アイリーン・ウィッカーらがいる。マーゴは共産党員ではなかったが、進歩的な政治路線で知られていた。1950年、反共主義のパンフレット「Red Channels」にマーゴ夫妻の名前が載った。マーゴはハリウッド・テンを支持したなどの理由から共産主義者のレッテルを貼られていた。
息子エドワード・アルバートは1972年12月のインタビューで両親のブラックリストについてこう語っている。
母さんは反＝フランコ集会に参加したからブラックリスト入りしたんだ。共産主義者の烙印を押されて、通りで唾吐かれ、ボディガードを雇わなくちゃいけなくなった。父さんはこれからという時にメジャーのスタジオから締め出された。第二次世界大戦中は海軍に入り、タラワの戦いで実戦経験し、ちょっとした英雄として帰還し、俳優業に戻ったところだったのに、もらえる仕事ももらえなくなったんだ。
夫エディ・アルバートはその後ブラックリストから復帰したが、マーゴはブラックリストされたままだった。

### 芸術支援活動
ブラックリストから数年後、マーゴは芸術と教育を支援し始める。1970年、労働組合活動家のフランク・ロペスとともに東ロサンゼルスに「プラザ・デ・ラ・ラザ（人民の場所）」を設立。視覚芸術、ダンス、音楽。演劇の4コースからなり、現在も運営は続いている。さらに、マーゴはPresident's Committee on the Arts and Humanitiesの運営委員会メンバー、全米芸術基金のNational Council on the Artsのメンバーも努めた。

### 私生活と死
マーゴは2度結婚している。1937年、俳優のフランツ・レデラーと結婚したが1940年に離婚。マーゴがアメリカ国籍を取得した3年後の1945年12月、俳優のエディ・アルバートと再婚。アルバートとの間には2子。息子は俳優のエドワード・アルバート。
夫婦は40年近く連れ添ったが、1985年、マーゴは脳癌によりカリフォルニア州パシフィック・パリセーズの自宅で死去。68歳だった。遺体はロサンゼルスのウエストウッド・メモリアルパークに埋葬された。

## 出演

### 舞台
- Winterset (1935 - 1936)
- The Masque of Kings (1937)
- The World We Make (1939 - 1940)
- Tanyard Street (1941)
- A Bell for Adano (1944 - 1945)

### 映画
- 情熱なき犯罪（英語版） Crime Without Passion (1934)[17]
- ルムバ Rumba (1935)[17]
- ロビンフッドの復讐 The Robin Hood of El Dorado (1936)[17]
- 目撃者 Winterset (1936)[17]
- 失はれた地平線 Lost Horizon (1937)[17]
- El Milagro de la calle mayor (1939)[17]
- Miracle on Main Street (1939)[17]
- レオパルドマン 豹男 The Leopard Man (1943)[17]
- Behind the Rising Sun (1943)[17]
- Gangway for Tomorrow (1943)[17]
- 革命児サパタ Viva Zapata! (1952)[17]
- 明日泣く I'll Cry Tomorrow (1955)[17]
- 向う見ずの男 From Hell to Texas (1958)[17]
- 浮気の計算書 Who's Got the Action? (1962)[17]
- わが愛は消え去りて（英語版） Diary of a Mad Housewife (1970)[18]